# Affaire Karine Torchi
Pour les articles homonymes, voir Torchi (homonymie).
 (novembre 2019).
 (novembre 2019).
Si vous disposez d'ouvrages ou d'articles de référence ou si vous connaissez des sites web de qualité traitant du thème abordé ici, merci de compléter l'article en donnant les références utiles à sa vérifiabilité et en les liant à la section « Notes et références ».
L'affaire Karine Torchi est une affaire criminelle française dans laquelle Karine Torchi (née en 1973) a tué en 2009 et tenté de tuer auparavant des enfants dont elle avait la garde.

## Biographie
Karine Torchi est née le 10 janvier 1973. Elle est issue d'un milieu modeste et est mère de trois enfants, âgés de 9 à 12 ans.[réf. nécessaire]
Elle est surnommée la « tueuse d'enfants » car elle est accusée d'avoir tué une enfant de 2 ans, Samya en 2009, et blessé volontairement trois autres dont le bébé de sa sœur cadette, qu'elle aurait empoisonnée par injection d'insuline, en 2004.
À l'âge de 38 ans, elle est condamnée à trente ans de réclusion criminelle pour maltraitance et meurtre aggravé d'enfants.

### Enfance
Elle décrit une enfance particulièrement difficile du fait de l'alcoolisme et de la violence de son père envers sa mère. Son père aurait été beaucoup plus sévère avec elle qu'avec ses frères et sœurs. À chaque problème, il aurait toujours tenu Karine pour responsable. Elle vit très mal le divorce de ses parents, à ses 18 ans. Quand sa mère partit vivre à la Réunion, Karine Torchi dit s'être sentie abandonnée. À la suite de ce divorce, elle développe un diabète.
Ses frères et sœurs contestent sa version des faits. Ils affirment que leur père était effectivement alcoolique mais qu'il ne battait pas Karine Torchi, uniquement leur mère. Ils ont également soutenu qu'elle avait été violente envers eux. Brigitte Torchi évoque même le souvenir d'un père attentionné, soucieux du bien-être de ses enfants.
Karine Torchi est qualifiée d'enfant rejetant toujours la faute sur les autres.

### Âge adulte
Son parcours professionnel est instable. Tout d'abord, elle travaille comme agent hospitalier avant d'enchaîner des emplois précaires en maison de retraite, en école maternelle ou en centre de loisirs.[réf. nécessaire]
Ses trois enfants sont placés pendant quelques années après une rupture amoureuse difficile.
Son principal mal-être porte sur la perte de son bébé à six mois de grossesse, en 2000. Selon certains médecins, elle aurait un trouble de la personnalité. Elle est jalouse de la naissance d'un nouveau-né, comme cela a été le cas à chaque naissance chez ses frères et sœurs. Elle est aussi kleptomane.

## Faits

### Âge adulte
Le 29 juillet 2009, à Belley (Ain), dans le quartier du Clos-Morcel, Samya, 27 mois, meurt après une chute du 6e étage alors que Karine Torchi est hébergée pour la semaine chez Vanessa, sa « meilleure amie » et Machdi, les parents de la petite fille. Dans un premier temps, cette mort est considérée par la gendarmerie comme un accident domestique.
Mais le témoignage d'une voisine de la famille de Samya remet en cause la thèse de l'accident domestique. En effet, elle affirme avoir entendu un bruit et vu l'enfant tomber de la fenêtre. Elle précise que l'accident s'est déroulé au niveau de la chambre des parents et qu'une couette se trouvait sur le rebord de la fenêtre, alors que les gendarmes pensaient que l'accident s'était produit dans le salon, puisqu'une chaise était placée sous la fenêtre. Or, cette chaise était trop lourde pour qu'une enfant de l’âge de Samya ait pu la déplacer sans que personne l'entende.
Selon les parents de l'enfant, Karine a affiché un comportement étrange après la mort de Samya, en restant prostrée dans un coin. De plus, seul le témoignage de Karine était différent de celui de la famille présente dans l'appartement au moment des faits. Karine assiste à la veillée funèbre et à l'inhumation de l'enfant, réconfortant les parents, dort dans la chambre de l'enfant, avant de regagner son domicile à Auxerre (Yonne), deux jours plus tard.
Après la médiatisation de la mort de Samya, la sœur cadette de Karine, Brigitte, témoigne d'un autre accident passé en 2004 : Karine s'était proposée pour garder ses enfants durant son absence. Lors de son retour, Brigitte constate que son bébé Yanis, âgé de 11 mois, a un comportement étrange et refuse de se nourrir comme à l’accoutumée. Le lendemain, le nourrisson tombe dans le coma mais est sauvé in extremis par les médecins. Les résultats d'analyses révèlent que le bébé a été empoisonné par une injection d'insuline artificielle.
Brigitte rappelle que Karine est diabétique et doit s'injecter trois  fois par jour de l'insuline qu'elle préparait d'avance et conservait au réfrigérateur. Karine accuse son propre fils, âgé de 5 ans, d'avoir subtilisé le stylo d'insuline et « les gendarmes n’ont pas voulu prendre la plainte »,.

## Procès

### L'instruction
Karine Torchi est interpellée à Auxerre et mise en garde à vue le 1er septembre 2009, pour le meurtre de Samya. Lors de son audition, elle accuse le père de Samya d'avoir tué l'enfant et de l'avoir obligée à s'accuser du meurtre en la menaçant, mais elle finit par avouer avoir défenestré Samya, en la saisissant à la taille, la portant jusqu'à la fenêtre puis la poussant, sans pouvoir expliquer son geste.
Cependant, elle nie tout au long de l'instruction avoir injecté de l'insuline à son neveu en 2004.
Les deux premières expertises psychiatriques se contredisant, une contre-expertise à la demande de l'avocat de la défense est demandée mais sera rejetée par le tribunal.
L'instruction se clôture en janvier 2011. Karine Torchi est renvoyée devant la Cour d'assises et écrouée à la maison d'arrêt de Lyon-Corbas.
Elle est poursuivie pour le meurtre aggravé de Samya, et l'empoisonnement sur mineur de moins de 15 ans pour son neveu. Elle encourt la réclusion criminelle à perpétuité.

### Le jugement
Le procès Torchi s'ouvre le 21 septembre 2011 devant la Cour d'Assises de Bourg-en-Bresse (Ain) et le président Bréjoux. Au premier rang se tient une rangée de dix femmes vêtues de tee-shirts blancs imprimés de la photographie de la petite Samya.
Les experts-psychiatres et les témoins (famille et amis) brossent le portrait d'une femme menteuse, kleptomane et manipulatrice, rejetant sans cesse la faute sur les autres. Elle est décrite comme « l'incarnation du mal ». Cependant, elle reconnaît avoir défenestré la petite Samya en 2009 et avoue finalement à l'audience avoir injecté de l'insuline à son neveu en mai 2004. Pour son avocat, la place de sa cliente est à l'hôpital psychiatrique, bien que les psychiatres l'aient déclarée responsable de ses actes.
Le 23 septembre 2011, conformément aux réquisitions de l'avocat général Aurélien Bailly-Salins, Karine Torchi, 38 ans, est condamnée à 30 ans de réclusion criminelle.
Sur les conseils de son avocat, elle fait appel de la décision, mais se désiste quelques jours plus tard.

## Documentaires
- « Karine Torchi, Les démons de la baby-sitter » le 18 novembre 2012 dans Faites entrer l'accusé présenté par Frédérique Lantieri sur France 2.
- Christophe Hondelatte raconte: " l'affaire Karine Torchi, la femme qui jetait les enfants par les fenêtres"